# تشايكلانا دي لا فرونتيرا
بلدية تشايكلانا دي لا فرونتيرا (بالإسبانية: Chiclana de la Frontera)‏، هي إحدى بلديات مقاطعة قادس, التي تقع في منطقة الأندلس جنوب إسبانيا.
يبلغ عدد سكانها 63.719 نسمة وفقاً لإحصائية سنة (2002).

## توأمة
لتشايكلانا دي لا فرونتيرا اتفاقيات توأمة مع كل من:
- بيزييه
- أبدة

## أعلام
- خوان الباريث مينديثابال
- دييغو غونزاليس
- خوسيه البرتو بينيتيز
- دييغو رييس مونيوث
- مانو فاليجو